# Damernas K-4 500 meter i kanotsport vid olympiska sommarspelen 2004
Damernas K-4 500 meter vid olympiska sommarspelen 2004 hölls på Helliniko Olympic Complex i Aten. 

## Medaljörer
| Gren           | Guld                                                                 | Silver                                                        | Brons                                                                     |
| K-4, 500 meter | Tyskland Birgit Fischer Maike Nollen Katrin Wagner Carolin Leonhardt | Ungern Katalin Kovács Szilvia Szabó Erzsébet Viski Kinga Bóta | Ukraina Inna Osypenko Tetyana Semykina Hanna Balabanova Olena Tjerevatova |

## Resultat

### Heat
| Heat 1 |            |                                                                             |          |    |
| 1.     | Tyskland   | Birgit Fischer, Maike Nollen, Katrin Wagner, Carolin Leonhardt              | 1:31.606 | QF |
| 2.     | Ungern     | Katalin Kovács, Szilvia Szabó, Erzsébet Viski, Kinga Bóta                   | 1:32.298 | QF |
| 3.     | Kina       | Xu Linbei, Zhong Hongyan, He Jing, Gao Yi                                   | 1:34.206 | QF |
| 4.     | Australien | Chantal Meek, Amanda Rankin, Kate Barclay, Lisa Oldenhof                    | 1:35.078 | QS |
| 5.     | USA        | Carrie Johnson, Kathryn Colin, Lauren Spalding, Marie Mijalis               | 1:36.994 | QS |
| Heat 2 |            |                                                                             |          |    |
| 1.     | Polen      | Karolina Sadalska, Joanna Skowroń, Małgorzata Czajczyńska, Aneta Białkowska | 1:31.949 | QF |
| 2.     | Ukraina    | Inna Osypenko, Tetyana Semykina, Hanna Balabanova, Olena Tjerevatova        | 1:33.057 | QF |
| 3.     | Spanien    | Isabel Garcia, Beatriz Manchon, Jana Smidakova, Maria Teresa Portela        | 1:34.525 | QF |
| 4.     | Japan      | Shinobu Kitamoto, Yumiko Suzuki, Mikiko Takeya, Miho Adachi                 | 1:36.873 | QS |
| 5.     | Kanada     | Karen Furneaux, Carrie Lightbound, Kamini Jain, Jillian D'Alessio           | 1:36.877 | QS |

## Semifinal
| 1. | Australien | 1:33.977 | QF |
| 2. | Japan      | 1:35.493 | QF |
| 3. | Kanada     | 1:35.645 | QF |
| 4. | USA        | 1:35.869 |    |

## Final
| Gold   | Tyskland   | 1:34.340 |
| Silver | Ungern     | 1:34.536 |
| Bronze | Ukraina    | 1:36.192 |
| 4.     | Polen      | 1:36.376 |
| 5.     | Spanien    | 1:37.908 |
| 6.     | Australien | 1:38.116 |
| 7.     | Kina       | 1:38.144 |
| 8.     | Kanada     | 1:39.952 |
| 9.     | Japan      | 1:40.188 |